# Puerto de Nacala
El Puerto de Nacala (en portugués: Porto de Nacala) se ubica en la localidad de Nacala en el norte del país africano de Mozambique. Es el puerto más profundo en el sur de África. El puerto natural profundo sirve también al vecino sin acceso al mar de Malaui a través de una tren que recorre 931 kilómetros (578 millas). Hay cuatro plazas de carga general y un muelle de contenedores. También hay planes para expandir el puerto mediante la adición de un terminal radioactivo y una instalación de almacenamiento. El sistema de tren de Nacala conecta Nayuchi y Malaui con el Puerto de Nacala. El sistema ferroviario también conecta Nampula, Malema, y Cuamba. En Cuamba, hay un cruce que va del noreste al sureste a Lichinga y Nayuchi.